# يقين (صوفية)
اليقين في الصوفية ويُعتبر قمة المحطات العديدة التي يكتمل بها مسار الولي. هذا هو مستودع تجربة التحرر في الإسلام . وفيما يتعلق بالحياة الدينية الظاعرة، يعتبر اليقين شقيق الحياة الدينية الكاملة (إحسان)، وهو عشق الله وفقا للطريقة البصيرية الباطنية. من خلال هذه القناة هو ركيزة من ركائز الإسلام في إنجاز الممارسات الخارجية، كما هو أساس الإيمان في العقيدة الداخلية. إنه، في الواقع، إحسان يعطي المظهر الخارجي للدين معناه الحقيقي وهو القيمة الحقيقية للإيمان. يتحدث فيالقرآن عن اليقين في الأية: «وَاعْبُدْ رَبَّكَ حَتَّىٰ يَأْتِيَكَ الْيَقِينُ» (الحجر 99).

## درجات اليقين

### علم اليقين (معرفة الحق)
يشار إلى الدرجة الأولى باسم «علم اليقين» (معرفة الحق) ، مما يعني أن اليقين هو نتيجة المعرفة. في هذه الدرجة، فإن هدف اليقين هو المعرفة تمامًا كما أن الهدف من المعرفة هو اليقين. كلاهما معا هما الروح بفرديته، بحيث أن اليقين هو أخر درجة من درجات التجربة المادية التخمينية وهو الدرجة الأولى في الحياة الروحية. هذه الدرجة الخاصة من اليقين الباطني هي نتيجة لتجليات إلهية على مستوى الوجود وأيضًا نتيجة لظهور الأنوار الطبيعية لأضواء الطبيعة على المستوى الغنوصي.

### عين اليقين (رؤية الحق)
الدرجة الثانية من اليقين هي ما يسمى بالمصطلحات الصوفية عين اليقين (رؤية الحق)، أي اليقين كنتيجة للتأمل والرؤية. في هذا المستوى، يصبح اليقين كائن وجودي معرفي وليس مجرد مفهوم تخميني. هنا تصبح المعرفة ما يسمى «علم الحضوري» (وجود المعرفة) ، وهذا هو الجانب الثاني من اليقين في الطريقة الروحية وفي تجربة تحرر الروح. بهذا النوع من المعرفة، يتم تمييز مرشد الطريقة عن الفلاسفة والرجال المتعلمين. هذه الدرجة الخاصة من اليقين الروحي هي نتاج تجليات إلهية للسمات على مستوى الوجود، تمامًا كما هي نتيجة للتجليات النورية للعقل على مستوى الغنوصي.

### حق اليقين (المستوى الأخير من اليقين المكتسب من خلال التجربة)
وأخيرا، تسمى الدرجة الثالثة من اليقين بـ«حق اليقين» وهي درجة من اليقين تستحوذ عن طريق الخبرة الذاتية وهي الحقيقة العليا العظمى. هنا، لليقين شكل معين: إنه المرحلة التي تتحول بها التجربة إلى المعرفة والمعرفة إلى تجربة. في هذه المرحلة، لا تقتصر المعرفة على الفكر، ولا على رؤية الشخص الذي يفكر فيها، بل تصبح واحدة مع الكائن البشري. هذه هي المرحلة الأخيرة من اليقين، وهي قمة الرحلة الروحية والفكرية. هذه الدرجة العالية من اليقين الصوفي هي تأثير فيض التجلي الإلهي في الجوهر عند مستواه الوجودي ومستوى نشر نور الأنوار (التشعيع المبهر) على مستوى الجليات الغنوصية .